# Канцелярський планшет

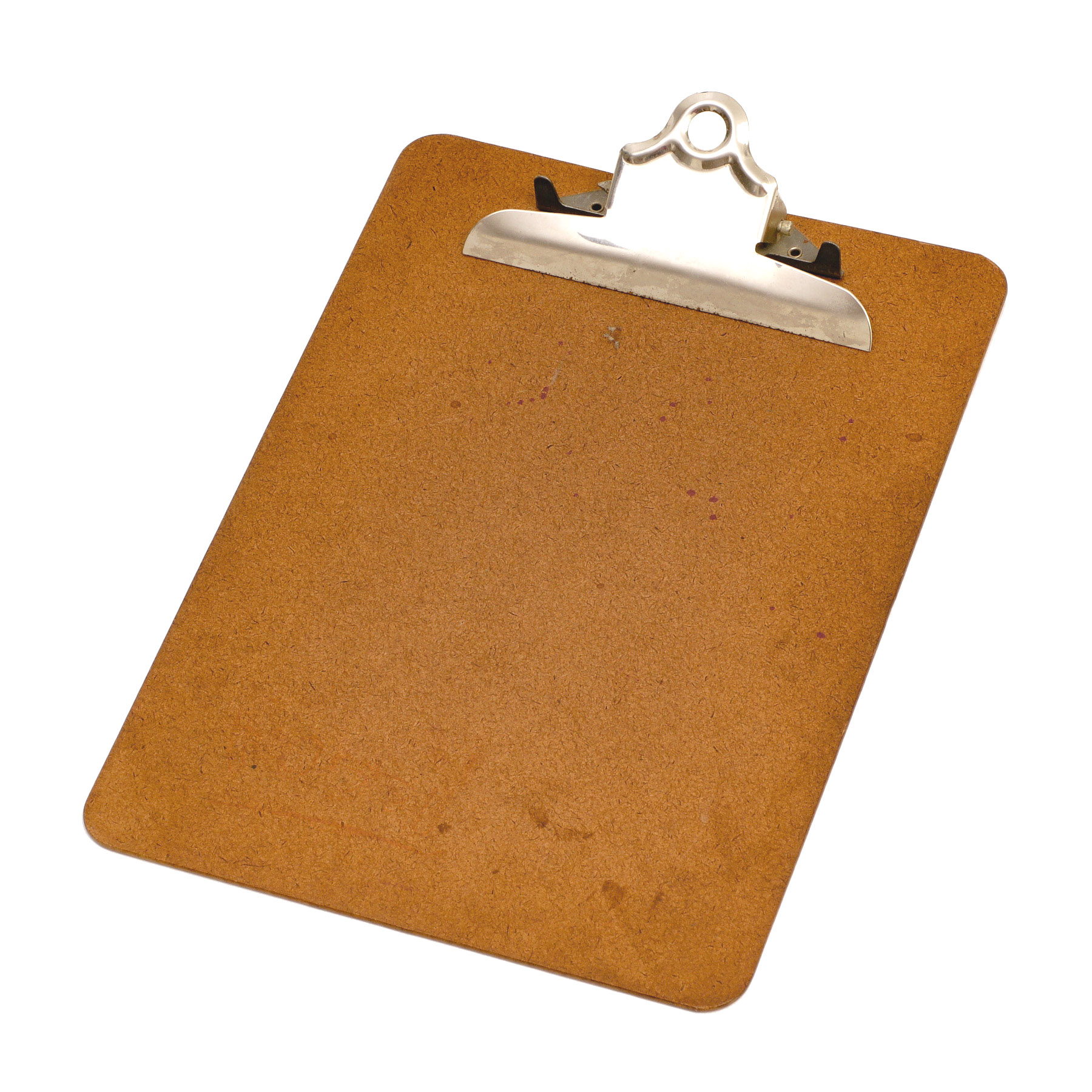
Дерев'яний плашет

Канцелярський планшет — це тонка, жорстка дошка із затискачем у верхній частині для утримування паперу на місці. Канцелярський планшет зазвичай використовують, щоб однією рукою тримати папір, а іншою писати на ньому, особливо коли інші поверхні для писання недоступні. Найперші форми були запатентовані в 1870—1871 роках і називалися затискачами для дощок. Ще одна рання версія канцелярських планшетів, відома як «файл меморандуму», була винайдена американським винахідником Джорджем Генрі Гонсбіном у 1921 році, за що він отримав U.S. Patent 1 398 591. З канцелярським планшетом тісно пов'язаний файл Shannon Arch File, який був розроблений приблизно в 1877 році.

## Варіації
Канцелярські планшети можуть бути виготовлені з різних матеріалів, як от оргаліт, алюміній, полівінілхлорид, поліпропілен, ударостійкий полістирол і пінопласт. Канцелярські планшети зазвичай бувають двох різних конструкцій — одинарні або складні. Одинарні типи канцелярських планшетів більш традиційні і складаються з одного шматка жорсткого матеріалу та якогось фіксуючого механізму вздовж верхньої частини. Складані канцелярські планшети зазвичай виготовляються з одного шматка гнучкого полівінілхлориду із двома жорсткими матеріалами, укладеними всередині. Петля складання з'єднує обидві секції, щоб лицьову частину можна було скласти поверх вмісту, забезпечуючи захист і часто, щоб дозволити рекламний друк або інструкції. Складні канцелярські планшети також надають додаткові переваги завдяки додатковому простору, що дозволяє вставляти тримачі для ручок і кишені для зберігання. З приходом епохи мікропроцесорів та Інтернету з'явилися високотехнологічні варіанти традиційного канцелярського планшету, першим із них був Ferranti Market Research Terminal, який зберіг кліпсу, щоб утримувати аркуші паперу формату А4 (схожі на великий буфер обміну), але записуючи відповіді на запитання у своїй електронній пам'яті.

### Сховище канцелярських планшетів

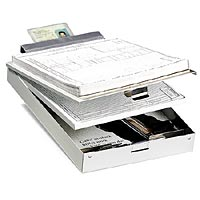
Сховище канцелярських планшетів

Сховища канцелярських планшетів мають одне або кілька відділень, призначених для роботи з документами, як для зручності транспортування необхідних паперів, так і для захисту цих паперів. Вони також можуть мати одне або декілька відділень для письмового приладдя. Деякі версії мають шарнірну панель для ковзання між частинами двосторонньої багатокомпонентної форми.